# オガツカヅオ
オガツ カヅオは、日本の漫画家。

## 来歴
2010年ごろは『ネムキ』で執筆し、同誌の連載作家として扱われる。
2018年8月24日から9月9日まで、大阪の画廊モモモグラにてオガツと黄島点心、呪みちるによる企画展「エクストリームホラー3人展」を開催し、トークショーも行った。同年11月3日に阿佐ヶ谷ロフトAにて、トークライブ「おおかみ書房presents 劇画狼のエクストリームマンガ学園・大文化祭」が開催され、オガツも出演。そこで『魔法はつづく』の制作裏話などを明かした。

## 作品リスト
- 『りんたとさじ』（『ネムキ』連載、全1巻、2009年刊、朝日新聞出版、ソノラマコミックス）
- 『ことなかれ』（『Nemuki+』2016年3月号 - 2018年9月号、原作：星野茂樹、既刊1巻、朝日新聞出版、Nemuki+コミックス） - 『りんたとさじ』のリン太とさじが登場[4]。
- 『魔法はつづく』（全1巻、2018年刊、リイド社、リイドカフェコミックス） - 短編集[5]
  - はじめましてロビンソン（『シンカン』Vol.4掲載[6]、2011年） - 掲載号の表紙も担当[6]。
  - かえるのうた（『シンカン』Vol.2掲載[7]、2010年）
  - 猫のような（『Nemuki+』2018年7月号[8]）
  - こくりまくり（『Nemuki+』2015年5月号[9]）
  - しあわせになりませう（『シンカン』Vol.3掲載[10]、2010年）
  - 隣りのゾン美さん（『週刊漫画TIMES』2012年9月14日号掲載[11]）
  - 千年蟻と一日おかぁさん
  - よふさぎさま（『シンカン』掲載[12]、2009年）
  - 魔法はつづく
  - こくりまくれ

### 単行本未収録作品
- いついたるねん（2003年、『ビッグコミック』増刊） - 別冊『ゴルゴ13』に収録
- こえる（『月刊IKKI』2004年9月号別冊付録）
- タイトル不明（『ネムキ Limited Edition』2011年[13]） - 『ネムキ』のチャリティ冊子[13]
- 殺戮ループ（原作：田中静人、脚色：氷川まりね、『アサコミ』「コミックZOTTO」レーベル 2025年1月30日[14] - ）

### その他
- 『放浪息子』第13巻、第14巻 - 巻末に描き下ろし漫画を収録[15][16]